# Йерцу
Йѐрцу (на италиански: Jerzu; на сардински: Jersu, Йерсу) е малко градче и община в Южна Италия, провинция Нуоро, автономен регион и остров Сардиния. Разположено е на 427 m надморска височина. Населението на общината е 3231 души (към 2010 г.).
До 2005 г. общината е част от провинция Нуоро.